# سيمون براك
سيمون براك هو لاعب كرة قدم بلجيكي في مركز الوسط، ولد في 17 نوفمبر 1995 في بلجيكا. لعب مع آود هيفرلي لوفين.

## وصلات خارجية
- سيمون براك على موقع قاعدة بيانات كرة القدم.إي يو (الإنجليزية)
- سيمون براك على موقع Soccerway.com (الإنجليزية)